# Alectra dunensis
Alectra dunensis là loài thực vật có hoa thuộc họ Cỏ chổi. Loài này được Hilliard & B.L.Burtt mô tả khoa học đầu tiên năm 1979.